# الموسوعة الإيرانية
الموسوعة الإيرانية (بالإنجليزية: Encyclopædia Iranica)‏ هي مشروع الهدف منه إنشاء موسوعة باللغة الإنكليزية شاملة وموثوقة حول تاريخ وثقافة وحضارة الشعوب الإيرانية منذ عصور ما قبل التاريخ وحتى الفترة المعاصرة. الموسوعة الإيرانية مكرسة لدراسة الحضارة الإيرانية في الشرق الأوسط وأوروبا والقفقاس وآسيا الوسطى وشبه القارة الهندية.
أسس هذا المشروع إحسان يارشاطر في جامعة كولومبيا، وبدأ في مركز الدراسات الإيرانية في تلك الجامعة عام 1973، وتعد الموسوعة الإيرانية مقياسا في الانضباط الأكاديمي في الدراسات الإيرانية.